# Estrecho de Fisher
El estrecho de Fisher  (del inglés: 'Fisher Strait') es un estrecho marino localizado en la parte central del archipiélago ártico canadiense, en el extremo septentrional de la bahía de Hudson.
Administrativamente, pertenece al Territorio Autónomo de Nunavut.
El estrecho de Fisher está localizado entre la isla de Southampton, al noroeste, y la isla Coats, al sureste, y comunica las aguas de la bahía de Hudson, al suroeste, con las del estrecho de Evans, al este (que siguen al este comunicando con el canal de Foxe y el estrecho de Hudson).
El estrecho mide unos 90 km de largo y tiene un ancho de unos 100 km. La separación mínima es de 70 km.